# Đồng Minh Tại
Đồng Minh Tại (sinh ngày 3 tháng 9 năm 1950) là một sĩ quan cao cấp của Quân đội nhân dân Việt Nam, hàm Trung tướng, nguyên Giám đốc Học viện Hậu cần. Ngoài ra, ông còn là một Giáo sư, Tiến sĩ, Nhà giáo Ưu tú, là Thư ký Hội đồng Giáo sư ngành Khoa học Quân sự.

## Tiểu sử
Đồng Minh Tại sinh ngày 3 tháng 9 năm 1950 tại xã Nghĩa Hòa, huyện Lạng Giang, tỉnh Bắc Giang. Ông nhập ngũ vào tháng 6 năm 1968 dù chưa tròn 18 tuổi và đến tháng 4 năm 1970 thì được kết nạp vào Đảng Cộng sản Việt Nam. Tháng 10 năm 1970, ông được cử đi học tại lớp Trung đội trưởng Vận tải tại Học viện Hậu cần. Sau 3 năm đào tạo sĩ quan tại trường, ông tốt nghiệp loại xuất sắc với quân hàm Thiếu úy và được nhà trường giữ lại làm giảng viên. Khi công tác tại trường, ông lần lượt đảm nhiệm vai trò Giảng viên, Chủ nhiệm bộ môn rồi Phó chủ nhiệm khoa Vận tải, Phó trưởng phòng rồi Trưởng phòng Huấn luyện, Phó cục trưởng Cục Hậu cần Quân đoàn 2. Năm 1994, ông bảo vệ thành công luận án Tiến sĩ với đề tài "Công tác vận tải chiến dịch ở chiến trường Tây Nguyên trong kháng chiến chống Mỹ".
Ông được thăng hàm Đại tá vào năm 1998 và bổ nhiệm làm Phó Giám đốc Học viện Hậu cần vào tháng 11 năm 2000. Năm 2004, ông được thăng quân hàm Thiếu tướng, học hàm Phó Giáo sư và bổ nhiệm làm Giám đốc Học viện Hậu cần. Năm 2007, ông được thăng hàm Trung tướng. Đến năm 2010, ông tiếp tục được phong hàm Giáo sư. Ngày 17 tháng 11 năm 2008, Chủ tịch nước Việt Nam Nguyễn Minh Triết đã ký Quyết định 1642/QĐ-CTN về việc phong tặng danh hiệu "Nhà giáo ưu tú" cho 815 nhà giáo, trong đó có Đồng Minh Tại. Đến năm 2014, ông được bổ nhiệm làm Ủy viên Hội đồng Chức danh Giáo sư Nhà nước ngành Khoa học Quân sự theo Quyết định số 12/QĐ-HĐCDGSNN về việc thành lập 28 Hội đồng Chức danh giáo sư ngành, liên ngành nhiệm kỳ 2014-2019. Năm 2019 và 2020, ông liên tiếp được bổ nhiệm làm Thư ký Hội đồng Giáo sư ngành Khoa học Quân sự. Hiện nay, ông là Trưởng ban Liên lạc họ Đồng tại Việt Nam.

## Lịch sử thụ phong quân hàm
| Năm thụ phong | 1974     | –        | –         | –      | –        | –        | –         | 1998   | 2004        | 2007        |  |
| ------------- | -------- | -------- | --------- | ------ | -------- | -------- | --------- | ------ | ----------- | ----------- |  |
| Cấp bậc       | Thiếu úy | Trung úy | Thượng úy | Đại úy | Thiếu tá | Trung tá | Thượng tá | Đại tá | Thiếu tướng | Trung tướng |  |
|               |          |          |           |        |          |          |           |        |             |             |  |